# Romklubben
I den sidste del af 1960'erne dannede nogle folk fra storindustrien den såkaldte Romklub. Det var i denne klubs regi, at man udgav bogen The Limits to Growth (på dansk: Grænser for vækst) i 1972. Den var finansieret af Volkswagen-fabrikkerne og forfattet af mange af klubbens medlemmer, men redigeret af Meadows, Randers og flere andre.
I bogen blev det analyseret, hvordan faktorer som befolkningstal, industriproduktion, miljøforurening,  fødevareproduktion og forbruget af naturresurser kan ændres. Bogen blev opfattet som meget provokerende, da den udkom, men den blev alligevel solgt i 9 millioner eksemplarer og er oversat til 29 sprog.